# Коломбо (сезон 10)
Десятый и финальный сезон американского телесериала «Коломбо», премьера которого состоялась на канале ABC 9 декабря 1990 года, а заключительная серия вышла 30 января 2003 года, состоит из 14 эпизодов.

## Период трансляции
Сезон транслировал разную ночную неделю на канале ABC.

## Релиз на DVD
Сезон был выпущен на DVD Universal Home Video.

## Эпизоды
| № в сериале | № в сезоне | Название                                                                      | Режиссёр         | Автор сценария                                                          | Убийцу(ы) играет                                                | Жертву(ы) играет                         | Дата премьеры   | Длительность |
| --- | ---------- | ----------------------------------------------------------------------------- | ---------------- | ----------------------------------------------------------------------- | --------------------------------------------------------------- | ---------------------------------------- | --------------- | ------------ |
| 56 | 1          | «Коломбо отправляется в колледж» «Columbo Goes to College»                    | Э. У. Свэкхэмер  | Сюжет : Джеффри Блум и Фредерик Кинг Келлер Телесценарий : Джеффри Блум | Стефен Кэффри и Гэри Хершбергер                                 | Джеймс Сьюториус                         | 9 декабря 1990  | 98 минут     |
| Два приятеля-студента Джастин Роу и Купер Редман ведут беззаботный образ жизни, который им обеспечивают состоятельные родители. Однако родительское терпение не бесконечно, и к тому же студенты были пойманы профессором Раском на подделке экзаменационного теста и теперь им грозит исключение. И тогда парни решают расправиться с профессором. При помощи миниатюрной телекамеры и дистанционно управляемого пистолета они убивают профессора Раска в гараже, не выходя из аудитории, в которой именно в это время лейтенант Коломбо, в качестве приглашённого лектора, читает студентам лекцию по криминалистике. К тому же они стараются навести лейтенанта на ложный след.                                                            |            |                                                                               |                  |                                                                         |                                                                 |                                          |                 |              |
| 57 | 2          | «Кого убила капля никотина» «Caution: Murder Can Be Hazardous to Your Health» | Дэрил Дьюк       | Соня Вольф, Патриция Форд, и Эйприл Рэйнелл                             | Джордж Хэмилтон                                                 | Питер Хэскелл                            | 20 февраля 1991 | 98 минут     |
| Популярный ведущий Уэйд Андерс ведёт телешоу по розыску и задержанию преступников. Неожиданно его старый знакомый Бадд Кларк сообщает о том, что имеет компрометирующий материал на Андерса — порнофильм с Уэйдом в главной роли, когда тот был ещё в начале своей карьеры. Кларк требует, чтобы Андерс отдал ему место ведущего — или же кассета станет достоянием общественности. Но Андерс не намерен сдаваться. Зная, что Кларк — заядлый курильщик, Андерс наполняет в его пачке сигареты сульфатом никотина и подменяет сигареты у него дома. Закурив, Кларк умирает прямо за рабочим столом. Но Уэйд допускает несколько промахов, которые замечает лейтенант Коломбо.                                                                 |            |                                                                               |                  |                                                                         |                                                                 |                                          |                 |              |
| 58 | 3          | «Коломбо и убийство рок-звезды» «Columbo and the Murder of a Rock Star»       | Алан Дж. Леви    | Уильям Рид Вудфилд                                                      | Дэбни Коулмен                                                   | Шерил Пэрис                              | 29 апреля 1991  | 98 минут     |
| Известный адвокат Хью Крайтон узнаёт, что его любовница Марси Эдвардс, в прошлом рок-звезда, ему неверна. Он травит Марси шампанским и подставляет её любовника, создав при этом себе алиби. Помощница Крайтона, Триш Фейрбэнкс подозревает его в убийстве Марси и шантажирует этим. А в это время Коломбо начинает расследование убийства известной певицы, к которому приковано внимание многих журналистов. |            |                                                                               |                  |                                                                         |                                                                 |                                          |                 |              |
| 59 | 4          | «Ставка больше, чем смерть» «Death Hits the Jackpot»                          | Винсент МакЭвити | Джеффри Блум                                                            | Рип Торн                                                        | Гари Крёгер                              | 15 декабря 1991 | 98 минут     |
| Фотограф Фредди Брауэр переживает длительный бракоразводный процесс со своей женой Нэнси. Но однажды Фредди выигрывает огромную сумму в лотерею. Чтобы не делить деньги с женой, он просит своего дядю Леона Ламарра, богатого ювелира, получить выигрыш за него. Однако Фредди не знает, что его дядя давно состоит в любовных отношениях с его женой и к тому же недавно обанкротился. Леон топит своего племянника в ванне, инсценируя несчастный случай. Но лейтенант Коломбо определяет, что это убийство, и помогает ему в этом маленькая шимпанзе. |            |                                                                               |                  |                                                                         |                                                                 |                                          |                 |              |
| 60 | 5          | «Умереть некогда» «No Time to Die»                                            | Алан Дж. Леви    | Сюжет : Эд Макбейн Телесценарий : Роберт Ван Скойк                      | (Нет убийства. Дэниел Макдональд играет потенциального убийцу.) | (Никто.)                                 | 15 марта 1992   | 93 минуты    |
| Коломбо пришёл на свадьбу своего племянника, полицейского Энди Пармы. Но в разгар свадьбы молодая жена, фотомодель Мелисса, была похищена прямо в свадебном платье. Коломбо подключается к расследованию дела. А в это время Мелисса находится в доме у психопата Руди Страсса, который намерен убить её после проведения определённых ритуалов. |            |                                                                               |                  |                                                                         |                                                                 |                                          |                 |              |
| 61 | 6          | «Синица в руках» «A Bird in the Hand...»                                      | Винсент МакЭвити | Джексон Гиллис                                                          | Тайн Дейли и Грег Эвиган                                        | Стив Форрест, Леон Сингер, и Грег Эвиган | 22 ноября 1992  | 98 минут     |
| Заядлый игрок Гарольд Маккейн, желая расправиться со своим дядей, владельцем профессиональной футбольной команды, устанавливает бомбу под «Роллс-Ройсом». Но кто-то на угнанном грузовике садовника сбил дядю Фреда, когда тот совершал ежедневную утреннюю пробежку. Теперь Гарольду необходимо убрать бомбу, однако на место трагедии уже приехал лейтенант Коломбо. Садовник собирается отогнать «Роллс-Ройс», но машина взрывается на глазах у полицейских и телевизионщиков. Коломбо начинает расследование обоих убийств. |            |                                                                               |                  |                                                                         |                                                                 |                                          |                 |              |
| 62 | 7          | «Все поставлено на карту» «It's All in the Game»                              | Винсент МакЭвити | Питер Фальк                                                             | Фэй Данауэй и Клаудия Кристиан                                  | Армандо Пуччи                            | 31 октября 1993 | 98 минут     |
| Певица Лорен Стейтон со своей дочерью Лизой Мартин решают расправиться с Нико Франко, который был любовником обеих женщин и скрывал от них это. Мать убивает Нико выстрелом из пистолета, а дочь создаёт ей алиби. Лорен готова принять удар на себя, чтобы отвести подозрение в соучастии от Лизы. Она даже начинает роман с лейтенантом Коломбо, расследующим это убийство. Это дело становится одним из самых печальных в карьере детектива. |            |                                                                               |                  |                                                                         |                                                                 |                                          |                 |              |
| 63 | 8          | «Бабочка в серых тонах» «Butterfly in Shades of Grey»                         | Деннис Дуган     | Питер С. Фишер                                                          | Уильям Шетнер                                                   | Джек Лофер                               | 10 января 1994  | 98 минут     |
| Радиоведущий Филдинг Чейз известен на всю страну благодаря своему ток-шоу на радио, в котором его приёмная дочь Виктория выступает продюсером и принимает звонки слушателей во время эфира. Однажды он узнаёт, что Виктория решила жить самостоятельно. Её друг, гомосексуалист Джерри Уинтерс всячески помогает её карьере и собирается уехать с ней в Нью-Йорк. Но Чейз боится потерять Викторию, и поэтому он убивает Уинтерса. При этом он инсценирует всё так, как если бы Уинтерс был застрелен мстительным любовником. Однако в разговоре с лейтенантом Коломбо он допускает оплошность. |            |                                                                               |                  |                                                                         |                                                                 |                                          |                 |              |
| 64 | 9          | «Маскарад» «Undercover»                                                       | Винсент МакЭвити | Сюжет : Эд Макбейн Телесценарий : Джерри Дэй                            | Эд Бегли                                                        | Берт Янг и Шира Дениз                    | 2 мая 1994      | 98 минут     |
| Во время неудачной квартирной кражи домушник убивает хозяина квартиры, но при этом сам погибает от его рук. Лейтенант Коломбо, расследующий трагическое происшествие, находит на месте преступления кусок фотографии. Расследование преступления приводит Коломбо к событиям 4-летней давности. Тогда четверо мужчин ограбили банк, но угодили в автомобильную аварию и были убиты подоспевшей полицией. Но перед тем как погибнуть, они спрятали награбленные 4 миллиона долларов в таком месте, о котором можно узнать, только если собрать все фрагменты фотографии. |            |                                                                               |                  |                                                                         |                                                                 |                                          |                 |              |
| 65 | 10         | «Тёмная лошадка» «Strange Bedfellows»                                         | Винсент МакЭвити | Лоуренс Вэйл                                                            | Джордж Вендт                                                    | Джефф Ягер и Джей Аковоне                | 23 апреля 1996  | 89 минут     |
| Тедди Маквей увяз в долгах перед букмекером Бруно Романо. Это надоедает брату Тедди, владельцу фермы по разведению чистокровных лошадей Грейаму Маквею. Он убивает брата выстрелом из пистолета. Потом он убивает и Бруно Романо, вложив ему в руку револьвер, из которого был убит Тедди. Затем он вызывает полицию и заявляет об убийстве гангстера в результате самообороны. Кажется, что всё хорошо спланировано, но пожилой главарь местных бандитов Винченцо Фортелли обвиняет Маквея в обоих убийствах и требует у него возмещения издержек в связи со смертью Тедди. Если тот не согласиться заплатить, гангстеры убьют его. Лейтенанту Коломбо приходится сотрудничать с мафиози, чтобы не допустить самосуда и раскрыть 2 убийства. |            |                                                                               |                  |                                                                         |                                                                 |                                          |                 |              |
| 66 | 11         | «Закон Коломбо» «A Trace of Murder»                                           | Винсент МакЭвити | Чарльз Киппс                                                            | Дэвид Раш и Шира Дениз                                          | Рэй Бирк                                 | 4 ноября 1997   | 98 минут     |
| Патрик Кинсли, эксперт отдела криминалистики лос-анджелесской полиции, недоволен тем, что его встречи с замужней любовницей проходят тайно. Но Кэтлин не может развестись с мужем, богачом Клиффордом Калвертом, потому что в таком случае останется ни с чем. Тогда любовники совершают убийство брокера Говарда Сельцера так, чтобы улики указывали на Клиффорда Калверта. На руку преступникам играет и тот факт, что в расследовании будет задействована лаборатория Кинсли. Однако лейтенант Коломбо вскоре начинает понимать, что свидетели Кэтлин Калверт и Патрик Кинсли хорошо знакомы друг с другом, а значит, в этом деле что-то не так.                                                                                           |            |                                                                               |                  |                                                                         |                                                                 |                                          |                 |              |
| 67 | 12         | «Звезда и смерть» «Ashes to Ashes»                                            | Патрик МакГухан  | Джеффри Хэтчер                                                          | Патрик МакГухан                                                 | Ру МакКлэнахан                           | 8 октября 1998  | 98 минут     |
| Директор похоронного бюро Эрик Принс — состоятельный человек. Услугами его заведения пользуются богатые и известные люди. Но в его прошлом есть тёмные пятна: тележурналистке Верити Чандлер стало известно, что 20 лет тому назад Эрик Принс снял с тела усопшей звезды немого кино Доротеи Пейдж бриллиантовое ожерелье и присвоил его. Чтобы избежать разоблачения, Принс убивает журналистку и кремирует её тело, выдав его за тело другого усопшего. Однако Коломбо начинает понимать, что не всё так очевидно в этом деле, а помогает ему в этом кусок шрапнели. |            |                                                                               |                  |                                                                         |                                                                 |                                          |                 |              |
| 68 | 13         | «Убийство по нотам» «Murder With Too Many Notes»                              | Патрик МакГухан  | Сюжет : Джеффри Кава Телесценарий : Джеффри Кава и Патрик МакГухан      | Билли Коннолли                                                  | Чад Виллетт                              | 12 марта 2001   | 98 минут     |
| Известный композитор и дирижёр Финдли Кроуфорд скрывает тот факт, что музыку за него пишет Гэбриэл Макэнери. Последняя работа даже удостоена премии «Оскар». Но молодому таланту надоедает оставаться неизвестным, и он сообщает Кроуфорду, что намерен раскрыть правду об авторстве. Кроуфорд опаивает Макэнери, а потом убивает его, инсценируя несчастный случай. Однако Коломбо устанавливает, что речь идёт об убийстве. |            |                                                                               |                  |                                                                         |                                                                 |                                          |                 |              |
| 69 | 14         | «Коломбо нравится ночная жизнь» «Columbo Likes the Nightlife»                 | Джеффри Райнер   | Майкл Алаймо                                                            | Дженнифер Скай и Мэттью Риз                                     | Кармин Джовинаццо и Дуглас Робертс       | 30 января 2003  | 88 минут     |
| Организатор ночных дискотек Джастин Прайс узнаёт, что его подруга Ванесса убила своего бывшего мужа Тони Галпера. Но когда он помогал ей спрятать тело, фотограф Линвуд Кобен сделал снимки этого момента и теперь шантажирует ими Прайса. Прайс соглашается заплатить за негативы назначенную сумму, но придя на встречу, убивает шантажиста. Совершенно непредвиденно выходит так, что смерть Кобена выглядит как самоубийство. Коломбо расследует оба преступления и погружается в особенности ночной жизни Лос-Анджелеса. |            |                                                                               |                  |                                                                         |                                                                 |                                          |                 |              |